# Andy Hurley
Andrew John Hurley (Milwaukee, WS, 31 de Maio de 1980) é um baterista estadunidense. Tocou bateria em várias bandas, incluindo a "Culture of Violence" com Pete Wentz. Em 2003 juntou-se à Banda Fall Out Boy como baterista.

## Início da vida
Hurley nasceu em Menomonee Falls, Wisconsin. Ele foi criado por sua mãe, que trabalhava como enfermeira; seu pai morreu quando ele tinha cinco anos. Hurley estudou na Menomonee Falls High School e tocou em bandas como baterista, embora seu primeiro instrumento foi o saxofone. Após o colegial, ele frequentou a Universidade de Wisconsin-Milwaukee, graduando em antropologia e história. Ele se identifica como um anarco-primitivista, explicando que isso significa que ele acredita que os seres humanos devem viver da maneira que eles viveram antes 10 000 anos atrás. Quando perguntado sobre isso na edição da Alternative Press em fevereiro de 2007, ele disse que sua carreira contradizem suas crenças, mas, ao mesmo tempo, ele teve que ganhar a vida.

## Vida pessoal
Hurley é direto/honesto e tem sido vegano desde que ele tinha 16 anos. Bandas como Metallica e Slayer o inspirou a tocar bateria. Hurley atualmente possui uma casa em Milwaukee, Wisconsin e foi apresentado em um episódio da MTV Cribs. Ele adora gibis e ainda é dono da sua primeira bateria (C&C Drums) personalizada, juntamente com as suas próprias baquetas Vic Firth personalizadas. Ele está fazendo um Gibi, com o nome provisório de “Post Collapse” Gosta de ler livros com temas políticos como “EndGame”, “The Story of B” e “A People’s History Of The United States”. Andy estava na votação dos vegetarianos mais sexys do Peta2. Ele participa de várias organizações de direitos dos animais, incluindo PETA.

## The Damned Things
Após o hiato do Fall Out Boy, Andy e seu parceiro de banda Joe Trohman, entraram para um supergrupo de Heavy Metal, os The Damned Things, que é formado também por Scott Ian e Rob Caggiano do Anthrax e Keith Buckley e Josh Newton e Every Time I Die.